# Österreichischer Filmpreis 2021

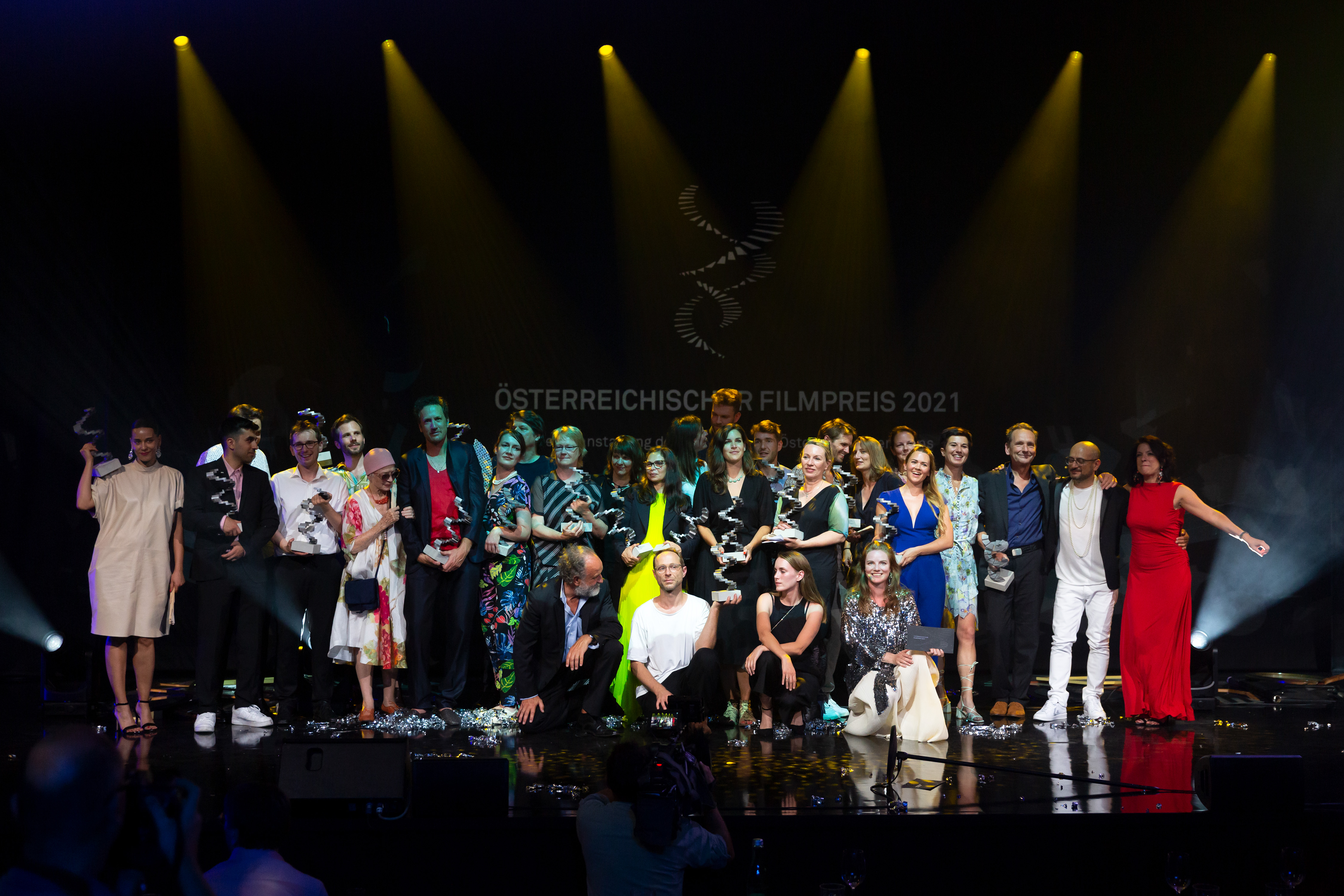
Preisträger des Österreichischen Filmpreises 2021

Die Verleihung der Österreichischen Filmpreise 2021 durch die Akademie des Österreichischen Films fand am 8. Juli 2021 im Globe Wien statt. Die ursprünglich für Jänner 2021 geplante elfte Gala wurde aufgrund der COVID-19-Pandemie in den Sommer verschoben. Die Gala wurde von den Brüdern Arash T. Riahi und Arman T. Riahi inszeniert und gemeinsam mit Michaela Schausberger moderiert. Die Nominierungen wurden am 29. April 2021 bekanntgegeben. Die meisten, in insgesamt neun Kategorien, erhielt Hochwald von Evi Romen, gefolgt von The Trouble with Being Born von  Sandra Wollner mit sechs und Ein bisschen bleiben wir noch sowie Waren einmal Revoluzzer mit je fünf Nominierungen.
| Film                                                  | Nominierungen | Auszeichnungen |
| ----------------------------------------------------- | ------------- | -------------- |
| Hochwald                                              | 9             | 3              |
| The Trouble with Being Born                           | 6             | 4              |
| Ein bisschen bleiben wir noch                         | 5             | 1              |
| Waren einmal Revoluzzer                               | 5             | 0              |
| Quo Vadis, Aida?                                      | 4             | 3              |
| Das schaurige Haus                                    | 4             | 0              |
| Was wir wollten                                       | 3             | 0              |
| 7500                                                  | 3             | 2              |
| Die Dohnal – Frauenministerin, Feministin, Visionärin | 2             | 2              |
| Epicentro                                             | 2             | 0              |

## Eingereichte Filme
Am 3. Februar 2021 gab die Akademie des Österreichischen Films die angemeldeten Filme bekannt. Insgesamt wurden 41 österreichische Langfilme, davon 16 Spielfilme und 25 Dokumentarfilme, sowie 16 Kurzfilme zum Auswahlverfahren angemeldet.  Aus den Einreichungen wählen die Mitglieder der Akademie des Österreichischen Films die Nominierungen in 16 Preiskategorien, die Ende April bekanntgegeben werden sollen.
Teilnahmeberechtigt waren österreichische Spiel- und Dokumentarfilme mit erheblich österreichischer kultureller Prägung. Kurzfilme qualifizierten sich aufgrund von Auszeichnungen und Festivalerfolgen des vergangenen Jahres. Die Richtlinien zur Einreichung wurden wegen verschobener Filmstarts, Verzögerungen bei Filmproduktionen und der mehrmonatigen Kinosperre aufgrund der COVID-19-Pandemie geändert. Der Vorstand der Akademie legte einen nachweislich geplanten Kinostart bis zum 31. März 2021 als ausreichendes Kriterium für die Teilnahme fest. Alternativ zum regulären Kinostart wurden auch eine Online-Release des Films oder kommerzielle Kinovorführungen akzeptiert.

### Spielfilme
1. 3 Freunde 2 Feinde
2. 7500
3. Ein bisschen bleiben wir noch
4. Glück gehabt
5. Hochwald
6. Lovecut
7. Marlene (Regie: Stefan Müller)
8. Narziss und Goldmund
9. Ordinary Creatures (Regie: Thomas Marschall)
10. Quo Vadis, Aida?
11. Risiken und Nebenwirkungen (Regie: Michael Kreihsl)
12. Das schaurige Haus
13. Der Taucher
14. The Trouble with Being Born
15. Waren einmal Revoluzzer
16. Was wir wollten

### Dokumentarfilme
1. Anders Essen – Das Experiment – Regie Kurt Langbein, Andrea Ernst
2. Arche Nora – Regie Anna Kirst
3. Austria 2 Australia – Regie Andreas Buciuman, Dominik Bochis
4. Bitte warten – Regie Pavel Cuzuioc
5. Brot – Regie Harald Friedl
6. Brücken Über Brücken – Regie Kenan Kiliç
7. But Beautiful – Regie Erwin Wagenhofer
8. Couch Connections – Regie Christoph Pehofer
9. Davos – Regie Daniel Hoesl, Julia Niemann
10. Dieser Film ist ein Geschenk – Regie Anja Salomonowitz
11. Die Dohnal – Frauenministerin, Feministin, Visionärin – Regie Sabine Derflinger
12. Elephant to India – Regie Wolfgang Pröhl
13. Elfie Semotan, Photographer – Regie Joerg Burger
14. Epicentro – Regie Hubert Sauper
15. Das Fieber – Regie Katharina Weingartner
16. Glory to the Queen – Regie Tatia Skhirtladze, Anna Khazaradze
17. Mauthausen – Zwei Leben – Regie Simon Wieland
18. Mind the Gap – Regie Robert Schabus
19. Rettet das Dorf – Regie Teresa Distelberger
20. Robolove – Regie Maria Arlamovsky
21. The Royal Train – Regie Johannes Holzhausen
22. Der Schönste Platz Auf Erden – Regie Elke Groen
23. This Land Is My Land – Regie Susanne Brandstätter
24. Tonsüchtig – Die Wiener Symphoniker von Innen – Regie Iva Švarcová, Malte Ludin
25. Weiyena – Ein Heimatfilm – Regie Weina Zhao, Judith Benedikt

### Kurzfilme
1. Das beste Orchester der Welt – Regie Henning Backhaus
2. Die beste Stadt ist keine Stadt – Regie Christoph Schwarz
3. Erwin – Regie Jan Soldat
4. Fische – Regie Raphaela Schmid
5. Heavy Metal Detox – Regie Josef Dabernig
6. How to Disappear – Regie Robin Klengel, Leonhard Müllner, Michael Stumpf
7. Life on the Horn – Regie Mo Harawe
8. Oehl – Über Nacht – Regie Rupert Höller
9. Pomp – Regie Katrina Daschner
10. Progressive Touch – Regie Michael Portnoy
11. Sekt – Regie Eric M. Weglehner
12. Time O' The Signs – Regie Reinhold Bidner
13. Topfpalmen – Regie Rosa Friedrich
14. Das Urteil Im Fall K. – Regie Özgür Anil
15. Der Wächter – Regie Albin Wildner
16. Die Waschmaschine  – Regie Dominik Hartl

## Preisträger und Nominierte

### Bester Spielfilm
- The Trouble with Being Born – Produktion: Lixi Frank, David Bohun, Andi G. Hess, Regie: Sandra Wollner
  - Ein bisschen bleiben wir noch – Produktion: Michael Katz, Veit Heiduschka, Regie: Arash T. Riahi
  - Hochwald – Produktion: Alexander Dumreicher-Ivanceanu, Bady Minck, Gregory Zalcman, Alon Knoll, Regie: Evi Romen

### Bester Dokumentarfilm
- Die Dohnal – Frauenministerin, Feministin, Visionärin – Produktion Claudia Wohlgenannt, Sabine Derflinger, Regie: Sabine Derflinger
  - Dieser Film ist ein Geschenk – Produktion und Regie: Anja Salomonowitz
  - Epicentro – Produktion: Gabriele Kranzelbinder, Paolo Calamita, Daniel Marquet, Martin Marquet, Regie: Hubert Sauper

### Bester Kurzfilm
- Die Waschmaschine – Regie: Dominik Hartl
  - Das beste Orchester der Welt – Regie: Henning Backhaus
  - Fische – Regie: Raphaela Schmid

### Beste weibliche Darstellerin
- Christine Ostermayer für Ein bisschen bleiben wir noch
  - Julia Franz Richter für Der Taucher
  - Julia Jentsch für Waren einmal Revoluzzer

### Bester männlicher Darsteller
- Thomas Prenn für Hochwald
  - Thomas Mraz für Risiken und Nebenwirkungen
  - Marcel Mohab und Manuel Rubey für Waren einmal Revoluzzer

### Beste weibliche Nebenrolle
- Edita Malovčić für Quo Vadis, Aida?
  - Julia Koschitz für Das schaurige Haus
  - Anna Unterberger für Was wir wollten

### Beste männliche Nebenrolle
- Omid Memar für 7500
  - Noah Saavedra für Hochwald
  - Michael Pink für Das schaurige Haus
  - Lukas Spisser für Was wir wollten

### Beste Regie
- Sandra Wollner für The Trouble with Being Born
  - Patrick Vollrath für 7500
  - Arash T. Riahi für Ein bisschen bleiben wir noch

### Bestes Drehbuch
- Patrick Vollrath und Senad Halilbašić für 7500
  - Evi Romen für Hochwald
  - Roderick Warich und Sandra Wollner für The Trouble with Being Born
  - Johanna Moder, Marcel Mohab und Manuel Rubey für Waren einmal Revoluzzer

### Beste Kamera
- Christine A. Maier für Quo Vadis, Aida?
  - Martin Gschlacht und Jerzy Palacz für Hochwald
  - Matthias Pötsch für Das schaurige Haus

### Bestes Kostümbild
- Cinzia Cioffi für Hochwald
  - Monika Buttinger für Ein bisschen bleiben wir noch
  - Veronika Albert für Waren einmal Revoluzzer

### Beste Maske
- Gaby Grünwald für The Trouble with Being Born
  - Sam Dopona und Verena Eichtinger für Hochwald
  - Helene Lang für Narziss und Goldmund
  - Michaela Payer und Regina Breitfellner für Quo Vadis, Aida?

### Beste Musik
- Florian Horwath für Hochwald
  - David Schweighart und Peter Kutin für The Trouble with Being Born
  - Clara Luzia für Waren einmal Revoluzzer

### Bester Schnitt
- Niki Mossböck für Die Dohnal – Frauenministerin, Feministin, Visionärin
  - Karina Ressler für Hochwald
  - Lisa Zoe Geretschläger und Sebastian Longariva für Lovecut

### Bestes Szenenbild
- Hannes Salat für Quo Vadis, Aida?
  - Katrin Huber und Gerhard Dohr für Ein bisschen bleiben wir noch
  - Conrad Moritz Reinhardt für Das schaurige Haus

### Beste Tongestaltung
- Originalton: Johannes Schmelzer-Ziringer, Sounddesign: Peter Kutin, Mischung: Simon Peter für The Trouble with Being Born
  - Originalton: Claus Benischke-Lang, Sounddesign: Karim Weth, Nils Kirchhoff, Mischung: Alexander Koller für Was wir wollten
  - Originalton: Hubert Sauper, Sounddesign: Karim Weth, Mischung: Alexander Koller für Epicentro
  - Originalton: Vlad Voinescu, Andreas Hamza, Sounddesign: Andreas Hamza, Mischung: Thomas Pötz für The Royal Train

### Publikumsstärkster Kinofilm
- But Beautiful  – Regie: Erwin Wagenhofer, Produktion: Sabine Kriechbaum, Erwin Wagenhofer